# Федорівка (Близнюківська селищна громада)
Фе́дорівка —  село в Україні, у Близнюківській селищній громаді Лозівського району Харківської області. Населення становить 113 осіб. До 2020 орган місцевого самоврядування — Верхньосамарська сільська рада.

## Географія
Село Федорівка знаходиться на правому березі річки Опалиха, за 5 км від місця впадання її в річку Самара, є міст. Примикає до сіл Добровілля і Павлівка.

## Історія
1775 - дата заснування.
За даними 1859 року Костянтинівка (інша назва Мале Галичеве) було панським селом, у якому було 11 подвір'їв й 66 мешканців.
12 червня 2020 року, відповідно до Розпорядження Кабінету Міністрів України № 725-р «Про визначення адміністративних центрів та затвердження територій територіальних громад Харківської області», увійшло до складу Близнюківської селищної громади.
19 липня 2020 року, в результаті адміністративно-територіальної реформи та ліквідації Близнюківського району, увійшло до складу Лозівського району Харківської області.

## Економіка
- В селі є птахо-товарна ферма.